# Andrea Boquete
Andrea Boquete (Godoy Cruz, Mendoza (Argentina), 24 de septiembre de 1990) es una jugadora de baloncesto argentina que juega en la posición de alera. Forma parte de la selección femenina de básquetbol de Argentina, con la que participó en el Campeonato Mundial de baloncesto femenino de 2018 y logró las medallas de oro en el campeonato sudamericano 2018 y plata en el sudamericano 2022.

## Biografía
Nieta de un exjugador de fútbol del Club Deportivo Godoy Cruz, comenzó allí la práctica del básquetbol a los ocho años, aunque luego realizó las inferiores en el club mendocino Petroleros YPF, con el que debutó en primera. En 2007, con 17 años, partió a España para sumarse al Eliocroca Murcia. De allí pasó al Toshiba Polígono Toledo, también de Primera Nacional. Más tarde llegó a Liga Femenina 2 tras firmar con el Socinsa Bembibre, club en el que se desempeñó dos temporadas, de 2009 a 2011.
En 2011 aprovechó el receso en la temporada española para retornar a Petrolero YPF, con el que disputó la última edición de la Liga Nacional de Básquet Femenino. En 2013 se sumó al Deportivo Berazategui, con el que consiguió el Campeonato Argentino de Clubes Femenino en su primera temporada. Obtener ese campeonato le permitió participar en el Campeonato Sudamericano de Clubes 2014, en donde Berazategui finalizó en la cuarta posición. Esa temporada, además, disputó el tramo final de la liga boliviana con la Universidad Católica. En 2015 continuó en Berazategui, donde logró el subcampeonato en la Superliga, llevándose el título personal de jugadora más valiosa (MVP) y la presencia en el quinteto ideal de la competencia. A fin de año le sumó la obtención del campeonato metropolitano con Berazategui y más tarde un pasaje por el presidente Venceslau de la liga brasilera.
En 2017 disputó la primera temporada de la flamante Liga Femenina de Básquetbol, formando parte del Estrella de Berisso como "jugadora franquicia". Si bien el equipo quedó eliminado en los cuartos de final, a nivel individual acabó con un promedio de 15.2 puntos, 8 rebotes y 19 de valoración en 34 minutos por juego. Finalizada la temporada se sumó al Cadí La Seu, con el que disputó la Liga Femenina española compartiendo justamente equipo con la también argentina Macarena Rosset. En el club catalán tuvo un promedio de 6.4 puntos, 2.9 rebotes, 1.4 asistencias y 5.2 de valoración en 22 minutos.
En 2018 retornó a Argentina junto a Rosset para sumarse las dos al Club Obras Sanitarias, con el que disputaron la Temporada 2018 de la Liga Femenina de Básquetbol. Obras perdió la final del Torneo Apertura frente Quimsa por tan solo un punto (75-74), pese a la actuación de Boquete, que marcó 30 puntos y capturó 12 rebotes en ese encuentro. Finalizó el año ganando por segunda vez la versión femenina del Campeonato Argentino de Básquet junto al seleccionado de su provincia natal, Mendoza.
A principios de 2019 se sumó a la Asociación Atlética Quimsa, con la que comenzó el año ganando la Supercopa frente al Deportivo Berazategui y llevándose la distinción de MVP del torneo. Más tarde en la temporada se consagró subcampeona del torneo apertura y campeona del clausura tras derrotar a Vélez Sarsfield en la final. En este último partido tuvo una actuación destacada, marcando 41 puntos, 9 rebotes, 2 asistencias y 12 faltas recibidas, un récord de puntos que le valió alzarse con el premio a jugadora más valiosa de la final.
Finalizada la temporada partió a España para desempeñarse en el Patatas Hijolusa de la Liga Femenina 2, en donde promedió 17.6 puntos, 8 rebotes y 2.4 asistencias. Con este equipo logró la mejor actuación individual de la competición, en un partido en el que finalizó con 46 puntos de valoración, tras marcar 30 puntos, 11 rebotes, 5 asistencias, 3 recuperaciones y dos faltas recibidas en 38 minutos de juego. En la temporada 2020-21 fichó por el Baxi Ferrol, con el que consiguió el ascenso a la máxima categoría del básquet español. Tras el ascenso, el equipo decide cederla al RACA Granada de la recién creada Liga Femenina Challenge. Al momento de su fichaje, su nueva entrenadora declaró:

Andrea es una jugadora exterior que también puede jugar en posiciones interiores. Es inteligente tanto ofensiva como defensivamente. Tiene mucha seguridad en el tiro, un buen uno contra uno desde el exterior y es una gran reboteadora en ambos aros. Muy luchadora y gran competidora.
Maribel Piñar, entrenadora CD RACA Granada

Con este equipo consiguió la Copa de Andalucía Femenina 2021 tras derrotar al CAB Estepona por 70-40. En este partido fue la máxima anotadora con 15 puntos, logrando también el galardón de MVP del torneo con 22 de valoración. Con el equipo granadino promedió 12.2 puntos, 5.2 rebotes y 2.1 asistencias en 27 minutos de juego. Para la temporada siguiente retornó al Baxi Ferrol, que tras perder la categoría se desempeñó nuevamente en Liga Challenge. Allí jugó junto a su compañera de selección Julieta Mungo, logrando nuevamente el ascenso a Liga Endesa a final de temporada. En el receso estival se sumó a Quimsa para disputar la Liga Sudamericana Femenina de Clubes, donde fue señalada como una de las jugadoras más destacadas de la fase de grupos.

## Selección nacional
Debutó en la selección en el Sudamericano U17 de 2007, donde Argentina logró la segunda ubicación. Su mayor logro con los juveniles sería la medalla de bronce en el Campeonato Mundial de Baloncesto Femenino Sub-19 de 2009. En 2010 pasó a la selección mayor, con la que logró la medalla de plata en el Sudamericano 2010 y 2014, así como en la FIBA AmeriCup de 2017. En este último torneo tuvo medias de 10.0 puntos, 4.7 rebotes y 1.5 asistencias por encuentro. Consiguió la medalla de oro en los Juegos Suramericanos de 2014 y en el Sudamericano de 2018, donde le dieron el título a Argentina tras 70 años, rompiendo una hegemonía de Brasil en la competencia que se extendía a 1986. En la edición siguiente del sudamericano se repitió la final con Boquete en cancha, pero esta vez Brasil venció por un punto.
Asimismo, disputó los Juegos Panamericanos de 2019 en la modalidad 3x3, donde consiguió la medalla de plata.

## Asistencia de la década
Durante la AmeriCup de 2019, en el partido contra la selección colombiana Boquete realizó una asistencia por la espalda (una «faja») que luego fue elegida por la FIBA como "asistencia de la década", superando en votos a otro pase de la norteamericana Diana Taurasi. El pase es considerado similar a otro realizado por Facundo Campazzo en el Mundial masculino de 2019 ante Serbia, asistencia que participó en la misma competencia pero terminó ubicada en la segunda posición detrás de un pase-gol del georgiano George Tsintsadze.

## Palmarés

### Selección nacional
- Tercer puesto - Campeonato Mundial Sub-19 de 2009
- Subcampeona - Campeonato Sudamericano de 2010
- Subcampeona - Campeonato Sudamericano de 2014
- Campeona - Juegos ODESUR 2014
- Tercer puesto - Campeonato FIBA Américas de 2015
- Subcampeona - Campeonato FIBA Américas de 2017
- Campeona - Campeonato sudamericano 2018
- Subcampeona - Juegos Panamericanos 2019 (modalidad 3x3)
- Subcampeona - Campeonato sudamericano 2022